# (13775) Thébault
(13775) Thébault, désignation internationale (13775) Thebault, est un astéroïde de la ceinture principale.

## Description
(13775) Thebault est un astéroïde de la ceinture principale. Il fut découvert le 11 octobre 1998 à la station Anderson Mesa par le programme LONEOS. Il présente une orbite caractérisée par un demi-grand axe de 2,68 UA, une excentricité de 0,15 et une inclinaison de 7,4° par rapport à l'écliptique.

## Compléments